# ウィリアム・ステュアート (初代ブレッシントン伯爵)
初代ブレッシントン伯爵ウィリアム・ステュアート（英語: William Stewart, 1st Earl of Blessington PC (Ire)、1709年4月7日 – 1769年8月14日）は、アイルランド貴族。

## 生涯
第2代マウントジョイ子爵ウィリアム・ステュアートとアン・ボイル（Anne Boyle、1741年10月27日没、初代ブレッシントン子爵マーロー・ボイルの娘）の息子として、1709年4月7日に生まれた。1728年1月10日に父が死去すると、マウントジョイ子爵位を継承した。
フリーメイソンの一員であり、1738年から1739年までアイルランド・グランドロッジのグランドマスターを、1756年から1760年までイングランド古代派グランドロッジのグランドマスターを務めた。
母の遺産を継承した後、1745年12月7日にアイルランド貴族であるウィックロー県におけるブレッシントン伯爵に叙され、1748年8月26日にアイルランド枢密院の枢密顧問官に任命された。
1769年8月14日にメイフェアのバークリー・スクエアで死去、31日にシルチェスターで埋葬された。ブレッシントン伯爵位とマウントジョイ子爵位は廃絶、従属爵位であった1623年創設の準男爵位のみ遠戚のアンズリー・ステュアートが継承した。

## 家族
1734年1月10日、エリナー・フィッツジェラルド（Eleanor FitzGerald、1712年頃 – 1774年10月1日、ロバート・フィッツジェラルドの娘）と結婚した。
- ウィリアム（1735年3月14日 – 1737年） - パリにて天然痘により死去